# Tartu kommun
Tartu kommun (estniska: Tartu vald) är  en kommun i landskapet Tartumaa i sydöstra Estland. Kommunen ligger cirka 160 kilometer sydöst om huvudstaden Tallinn. Småköpingen Kõrveküla utgör kommunens centralort.
Den nuvarande kommunen bildades den 25 oktober 2017  genom en sammanslagning av dåvarande Tartu kommun med Laeva kommun, Piirissaare kommun och Tabivere kommun. Samtidigt med detta överfördes också området motsvarande tidigare Tabivere kommun från landskapet Jõgevamaa till Tartumaa.

## Geografi
Kommunen omfattar två från varandra geografiskt åtskilda delar, dels ett större område norr om staden Tartu som utgör huvuddelen av kommunen samt utöver detta även ön Piirissaar i sjön Peipus, nära gränsen till Ryssland.

### Klimat
Trakten ingår i den hemiboreala klimatzonen. Årsmedeltemperaturen i trakten är 2 °C. Den varmaste månaden är juli, då medeltemperaturen är 18 °C, och den kallaste är februari, med −14 °C.

## Orter
I Tartu kommun finns sex småköpingar och 71 byar.

### Småköpingar
- Lähte
- Kõrveküla (centralort)
- Tabivere
- Vahi
- Vasula
- Äksi

### Byar
- Aovere
- Arupää
- Elistvere
- Erala
- Haava
- Igavere
- Juula
- Jõusa
- Kaiavere
- Kaitsemõisa
- Kassema
- Kastli
- Kikivere
- Kobratu
- Koogi
- Kukulinna
- Kõduküla
- Kõnnujõe
- Kõrenduse
- Kämara
- Kärevere
- Kärkna
- Kärksi
- Kükitaja
- Laeva
- Lammiku
- Lilu
- Lombi
- Maarja-Magdaleena
- Maramaa
- Metsanuka
- Möllatsi
- Nigula
- Nõela
- Otslava
- Pataste
- Piiri
- Puhtaleiva
- Pupastvere
- Raigastvere
- Reinu
- Saadjärve
- Saare
- Salu
- Sepa
- Siniküla
- Soeküla
- Soitsjärve
- Sojamaa
- Sootaga
- Sortsi
- Taabri
- Tammistu
- Tila
- Toolamaa
- Tooni
- Tormi
- Uhmardu
- Vahi
- Valgma
- Valmaotsa
- Vedu
- Vesneri
- Viidike
- Vilussaare
- Voldi
- Võibla
- Väägvere
- Väänikvere
- Õvanurme
- Õvi